# Caloptilia geminata
Caloptilia geminata là một loài bướm đêm thuộc họ Gracillariidae. Nó được tìm thấy ở Nhật Bản (Honshū).
Sải cánh dài 10-13.5 mm.
Ấu trùng ăn Vaccinium hirtum và Vaccinium smallii. Chúng có thể ăn lá nơi chúng làm tổ.